# ليو بينغتسون
ليو بينغتسون (بالسويدية: Leo Bengtsson)‏ (26 مايو 1998 بستوكهولم في السويد - ) هو لاعب كرة قدم سويدي في مركز الوسط. لعب مع نادي هاماربي لكرة القدم.

## وصلات خارجية
- ليو بينغتسون على موقع الاتحاد الأوربي (الإنجليزية)
- ليو بينغتسون على موقع اتحاد السويد (السويدية)
- ليو بينغتسون على موقع قاعدة بيانات كرة القدم.إي يو (الإنجليزية)
- ليو بينغتسون على موقع Soccerway.com (الإنجليزية)